# David Joel Williams
David Joel Williams (Brisbane, 1988. február 26. –) ausztrál válogatott labdarúgó, a Perth Glory játékosa.

## Mérkőzései az ausztrál válogatottban
| #  | Dátum            | Ellenfél  | Eredmény | Kiírás              | Esemény |
| -- | ---------------- | --------- | -------- | ------------------- | ------- |
| 1. | 2008. június 22. | Kína      | 0 – 1    | Vb-selejtező        | 63'     |
| 2. | 2010. március 4. | Indonézia | 1 – 0    | barátságos mérkőzés | 89'     |

## Sikerei, díjai
- Brøndby IF:
  - Dán labdarúgó-bajnokság bronzérmes: 2008-09
- Egyéni
  - A-League PFA Team of the Season: 2013-14

## Fordítás
- Ez a szócikk részben vagy egészben  a   David Williams (footballer, born 1988) című angol Wikipédia-szócikk fordításán alapul.  Az eredeti cikk szerkesztőit annak laptörténete sorolja fel. Ez a jelzés csupán a megfogalmazás eredetét és a szerzői jogokat jelzi, nem szolgál a cikkben szereplő információk forrásmegjelöléseként.